# ドムス・セプティミ・セウェリ
ドムス・セプティミ・セウェリ（ラテン語: Domus Septimii Severi）は、イタリア ローマのパラティヌスの丘（パラティーノの丘）にある帝政ローマ期の宮殿跡。ドムス・セウェリアナ（Domus Severiana）と表記されることもある。

## 概要
ドムス・セプティミ・セウェリはスタディオンの東に隣接し、先に建てられていたドムス・アウグスターナ等の宮殿の拡張として、ローマ帝国第20代皇帝セプティミウス・セウェルスにより、2世紀末から3世紀初めに掛けてパラティヌスの丘の南東端部に建てられた。

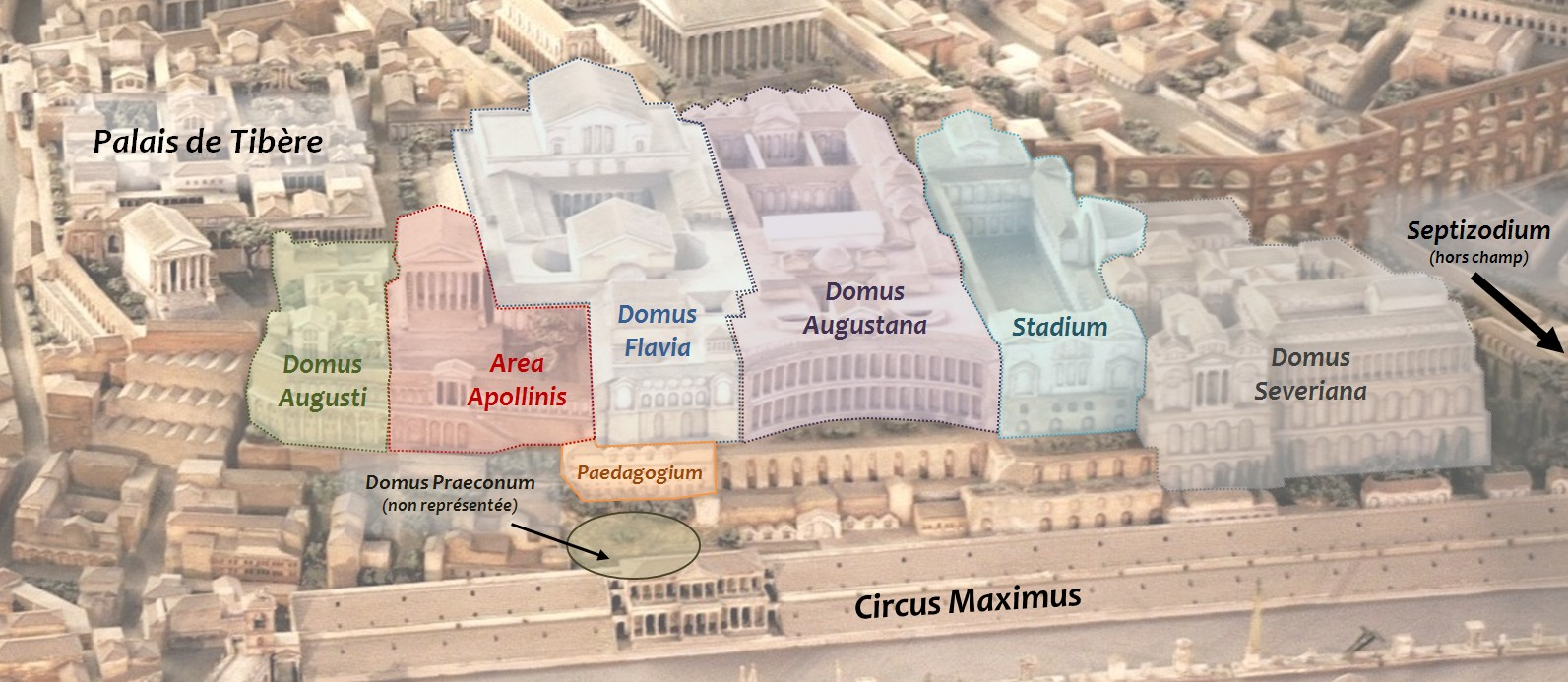
パラティヌス全域の再現模型
ドムス・セプティミ・セウェリは右端部分

丘陵斜面に宮殿を造営するため、ドムス・アウグスターナと地盤レベルをあわせる必要があり、ローマン・コンクリートで造られた人工地盤を構築した上に建てられていた。現在残っている建造物は、ほとんどがこの人工地盤面より下の部分である。この人工地盤の上に立つと、戦車競技場のキルクス・マクシムスやカラカラ浴場などを見渡すことができる。
スタディオンのエクセドラに隣接して宮殿内のローマ浴場施設（マクセンティウス浴場）があるが、これはドミティアヌス帝が建てたものを、後にマクセンティウス帝が改築したものである。このマクセンティウス浴場には、クラウディア水道から分岐した水道橋が直結されていて、チェリオの丘との間の谷（現在のVia di San Gregorio）を越える水道橋の遺構は現在でも見ることができる。
アッピア街道（現在のVia di San Gregorio）に面した側はセプティゾディウム（ラテン語: Septizodium）と呼ばれ、3階層の円柱で支えられた装飾壁となっていた。これは、アフリカ方面からアッピア街道を通りローマに到着する人々に対して、強い印象を与えようと考えられたものであると言われている。
ドムス・セプティミ・セウェリは、16世紀に（人工地盤の構造物を除いて）ほとんどすべてが取り壊されてしまったため、その姿はかつて描かれた絵画でしか偲ぶことができない。